# Flateby (Kungälv)
Flateby is een plaats in de gemeente Kungälv in het landschap Bohuslän en de provincie Västra Götalands län in Zweden. De plaats heeft 84 inwoners (2005) en een oppervlakte van 21 hectare.